# Rabod von Kröcher
Rabod Wilhelm von Kröcher (né le 30 juin 1880 à Voigtsbrügge, mort le 25 décembre 1945 à Groß Brunsrode) est un cavalier de saut d’obstacles allemand.
Aux Jeux olympiques d'été de 1912 à Stockholm, Kröcher (de) remporte avec le cheval Dohna la médaille d'argent en individuel.

## Biographie
Ses parents sont le propriétaire terrien et homme politique Jordan von Kröcher (de) et Luise von Krosigk. Rabod von Kröcher étudie d'abord à l'université de Heidelberg. En 1900, il est reçu dans le corps Saxo-Borussia Heidelberg. Il quitte l'université sans diplôme académique et s'engage dans la cavalerie. En 1910, il est lieutenant dans le 6e régiment de cuirassiers à Brandebourg-sur-la-Havel. Au total, il est dans cette unité de 1901 à 1913, puis Kröcher passe dans le régiment des Gardes du Corps en tant que premier-lieutenant, par la suite Rittmeister. 